# Fitatsia desperator
Fitatsia desperator är en stekelart som beskrevs av André Seyrig 1952. Fitatsia desperator ingår i släktet Fitatsia och familjen brokparasitsteklar. Inga underarter finns listade i Catalogue of Life.